# Fälttelegrafkåren

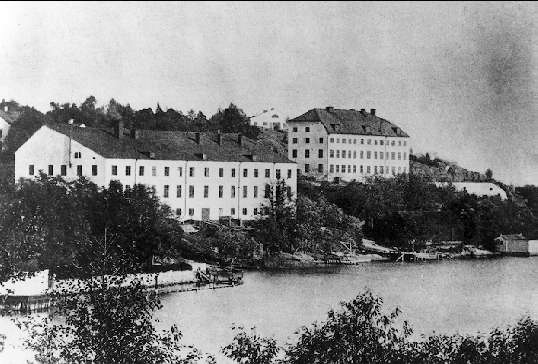
Förläggningen på Kungsholmen

Fälttelegrafkåren (Ing 3) var ett fortifikationsförband inom svenska armén som verkade i olika former åren 1871–1937. Förbandsledningen var förlagd i Stockholms garnison i Stockholm.

## Historik
Fälttelegrafkåren härrör från det fältsignalkompani som bildades den 1 november 1871. fältsignalkompani var inledningsvis ett självständigt förband, men kom 1875 att uppgå i Pontonjärbataljonen. Den 28 februari 1893 omorganiserades kompaniet till fälttelegrafkompaniet och den 1 januari 1902 omorganiserades kompaniet till en kår under namnet Fälttelegrafkåren. Kåren förblev dock underställd chefen för Svea ingenjörkår fram till 1907. År 1914 tilldelades kåren beteckningen Ing 3 och den 1 januari 1916 bildades ett radiokompani vid kåren.
Inför det som var planerat till försvarsbeslutet 1924 föreslog regeringen att kåren skulle omorganiseras till Fälttelegrafregementet. Regementet skulle uppsätta ytterligare telegraf- och ett radiokompani, vilka samtidigt skulle fördelas på två nya bataljoner, en telegrafbataljon och en radiobataljon. Radiobataljon föreslogs att förläggas till Västmanlands regementes etablissement i Västerås garnison. Bakgrunden till att Västerås ansågs lämplig som förläggningsort för radiobataljonen var att staden hade en befintlig elektrisk industri och därför ansågs staden var lämplig för bataljonen. Den delade förläggningen av det nya regementet ansågs vara av provisorisk karaktär. Vidare föreslogs att ballongkompaniet skulle överföras till artilleriet, samt flygkompaniet överföras till flygvapnet. Det detachement förbandet hade i Boden föreslogs att överföras organisatoriskt till Bodens ingenjörkår.
År 1925 lade den nya regeringen fram sin försvarsproposition, vilken låg till grund för försvarsbeslutet 1925. Dock kom den nya regeringen att föreslå besparingar och reducering av försvaret, därmed kom inte det tidigare förslaget om att omorganisera kåren till regemente att upptas i den nya försvarsproposition, vilken riksdagen antog. Den enda större förändringen som berörde Fälttelegrafkåren var att fältballongformationerna vid Fälttelegrafkåren överfördes till Positionsartilleriregementet.
Inför försvarsbeslutet 1936 föreslog regeringen att fortifikationen skulle delas upp i tre delar, ingenjörstrupperna, signaltrupperna och fortifikationskåren. Gällande signaltrupperna föreslogs att signaltrupperna borde sammanföras till ett truppförband — Signalregementet. Därmed upplöstes och avvecklades Fälttelegrafkåren den 30 juni 1937. I dess ställe bildades den 1 juli 1937 det nya förbandet Signalregementet (S 1).

## Ingående enheter
I enlighet med 1914 års härordning utgöres Fälttelegrafkåren av: 
- Stab förlagd till Marieberg på Kungsholmen i Stockholm
- 2 fälttelegrafkompanier
- 1 parkkompani
- 1 tygkompani
- 1 radiokompani förlagd till Järvafältet
- 1 ballongkompani förlagd till Järvafältet
- 1 flygkompani förlagd till Malmslätt

I Fälttelegrafkåren ingick Signalverkstaden i Sundbyberg (SIS), som 1940 tillfördes det nybildade  Försvarsväsendets verkstadsnämnd. 

## Förläggningar och övningsplatser
I samband med att förbandet bildades förlades det till lilla kasernen vid Jaktvarvet. När förbandet avskiljdes från Svea ingenjörkår, omlokaliserades förbandet till Marieberg på Kungsholmen. I Marieberg övertogs det kasernetablissement som Svea trängkår lämnade hösten 1907. År 1924 föreslog regeringen att ett nytt etablissement skulle uppföras för förbandet, vilket skulle finansieras genom försäljning av Mariebergsområdet. Dock avslog riksdagen regeringens förslag. Redan året därpå, 1925, föreslog den nya regeringen att Fälttelegrafkåren skulle omlokaliseras till Svea artilleriregementes kasernetablissement på Valhallavägen i Stockholm. Dock så blev förbandet kvar i Marieberg fram till att det upplöstes.

### Detachement
Ett detachement ur Fälttelegrafkåren var under åren 1912-1916 grupperade på Axevalla hed och Malmen, vilket kom att bilda stommen till arméns flygtrupper. Detachementet omorganiserades 1916 till Fälttelegrafkårens 5. kompani (flygkompaniet). Flygkompaniet var grupperat på Malmen åren 1916–1926. År 1926 överfördes kompaniet till Flygvapnet.

## Förbandschefer
- 1902–1904: Nils Gustaf Stedt [d]
- 1904–1907: Georg Juhlin-Dannfelt [e]
- 1907–1912: Broder Sten A:son Leijonhufvud
- 1912–1915: Adolf Murray
- 1915–1920: Karl Amundson
- 1920–1924: Conrad Erikson
- 1924–1925: Karl Amundson
- 1925–1928: Eggert Nauclér
- 1928–1932: Torsten Friis
- 1932–1937: Gottfried Hain

## Namn, beteckning och förläggningsort
| Fältsignalkompaniet      | 1871-11-01 | – | 1893-02-27  |
| Fälttelegrafkompaniet    | 1893-02-28 | – | 1901-012-31 |
| Kungl. Fälttelegrafkåren | 1902-01-01 | – | 1937-06-30  |

| Ing 3 | 1914-10-01 | – | 1937-06-30 |

| Stockholms garnison (F) | 1902-01-01 | – | 1937-06-30 |
| Linköpings garnison (D) | 1912-07-01 | – | 1926-06-30 |
| Bodens garnison (D)     | 1912-??-?? | – | 1937-06-30 |